# Marta Andrino
Marta Andrino Teixeira (Lisboa, 14 de Junho de 1987) é uma actriz portuguesa.
Licenciada em Marketing, estudou Teatro no Brasil quando acompanhou a mãe, a actriz Carla Andrino, que integrava o elenco da telenovela Negócio da China. Marta revela que adorou contracenar com a mãe na novela A Outra (TVI). Contracenou novamente com a mãe em Espírito Indomável.

## Carreira Televisiva
Marta Andrino iniciou sua carreira em 2006, quando interpretou Paula Costa na série de televisão da SIC "Aqui não Há Quem Viva", no entanto a sua primeira participação televisiva viria ainda em 2000, então com 13 anos, na série Bacalhau Com Todos fazendo figuração (creditada) no episódio "O 10 de Junho". Depois disso fez uma participação especial em 2008, como Tatiana no episódio da segunda temporada de "Vida Dupla", da minissérie da TVI "Casos da Vida". Marta Andrino e sua mãe interpretaram mãe e filha na telenovela "A Outra", da TVI, em 2008. Ela interpretou uma adolescente rebelde chamada Catarina na novela "Deixa que Te Leve", da TVI, de 2009 a 2010. Marta Andrino de 2010 a 2011 estrelou novamente uma novela com sua mãe, na novela "Espírito Indomável" da TVI, quando interpretou Elisabete Ramos, enquanto sua mãe interpretou Josefa Ramos. A atriz interpretou a jovem Júlia em 2011, na minissérie da TVI "Redenção" e, no mesmo ano, ingressou no elenco de "Morangos com Açúcar" como a principal antagonista Verónica Lima. Após seu papel como Eduarda em "Doida Por Ti", ela interpreta a antagonista Iolanda na telenovela "I Love It" de 2013. Em 2015 começa carreira como apresentadora com o programa "Câmara Exclusiva", entre 2016 e 2017 participa no concurso "A Tua Cara Não Me é Estranha" acabando em 5º Lugar ficando a 2 pontos da final. Em 2019 apresenta a Festa de Verão da TVI.
Em 2021 regressa à TVI para integrar o elenco da novela Festa É Festa.

### Televisão
| Ano         | Projeto                                   | Papel                      | Notas                                                     | Canal |
| ----------- | ----------------------------------------- | -------------------------- | --------------------------------------------------------- | ----- |
| 2000        | Bacalhau Com Todos                        |                            | Figurante                                                 | RTP1  |
| 2006 - 2008 | Aqui Não Há Quem Viva                     | Paula Costa                | Elenco Principal                                          | SIC   |
| 2008        | Casos da Vida                             | Tatiana                    | Elenco Principal                                          | TVI   |
| 2008        | A Outra                                   | Sofia Franco               | Elenco Principal                                          | TVI   |
| 2009 - 2010 | Deixa Que Te Leve                         | Catarina Rodrigues         | Elenco Principal                                          | TVI   |
| 2010 - 2011 | Espírito Indomável                        | Elisabete Ramos            | Elenco Principal                                          | TVI   |
| 2011        | Redenção                                  | Júlia Guerreiro            | Participação Especial                                     | TVI   |
| 2011 - 2012 | Morangos com Açúcar                       | Verónica Garcia de Lima    | Antagonista                                               | TVI   |
| 2012 - 2013 | Doida por Ti                              | Maria Eduarda «Duda» Gomes | Elenco Principal                                          | TVI   |
| 2013 - 2014 | I Love It                                 | Iolanda Medeiros           | Antagonista                                               | TVI   |
| 2015 - 2018 | Câmara Exclusiva                          | Ela Própria                | Apresentadora, ao lado de Mónica Jardim e Pimpinha Jardim | TVI   |
| 2016 - 2017 | A Tua Cara Não Me É Estranha (4.ª edição) | Ela Própria                | Concorrente                                               | TVI   |
| 2017        | Ministério do Tempo                       | Sílvia                     | Elenco Adicional                                          | RTP1  |
| 2017        | Inspetor Max                              | Violeta                    | Participação Especial                                     | TVI   |
| 2019        | Festa de Verão TVI                        | Ela Própria                | Apresentadora                                             | TVI   |
| 2020        | Patrulha da Noite                         | Atriz Convidada            | Várias Personagens                                        | RTP1  |
| 2020 - 2021 | Auga Seca                                 | Polícia portuguesa Lozano  | Elenco Principal                                          | RTP1  |
| 2021 - 2025 | Festa É Festa                             | Fátima «Fátinha» Figo      | Elenco Principal                                          | TVI   |

## Teatro
- 2010 - Duas Vidas, Teatro A Comuna (Duas Vidas (projecto teatral de 2010))
- 2021/2022 - Monólogos da Vagina

## Vida pessoal
Desde 2014, está numa relação com o também ator Frederico Amaral, com quem tem dois filhos, Manuel, nascido a 6 de agosto de 2015 (9 anos) e, António, a 19 de maio de 2018 (6 anos).